# Comuna Nicolae Bălcescu, Constanța
Nicolae Bălcescu este o comună în județul Constanța, Dobrogea, România, formată din satele Dorobanțu și Nicolae Bălcescu (reședința).

## Demografie
Componența etnică a comunei Nicolae Bălcescu
     Români (87,26%)
     Alte etnii (0,77%)
     Necunoscută (11,97%)
Componența confesională a comunei Nicolae Bălcescu
     Ortodocși (84,83%)
     Alte religii (1,3%)
     Necunoscută (13,87%)
Conform recensământului efectuat în 2021, populația comunei Nicolae Bălcescu se ridică la 4.779 de locuitori, în creștere față de recensământul anterior din 2011, când fuseseră înregistrați 4.757 de locuitori. Majoritatea locuitorilor sunt români (87,26%), iar pentru 11,97% nu se cunoaște apartenența etnică. Din punct de vedere confesional, majoritatea locuitorilor sunt ortodocși (84,83%), iar pentru 13,87% nu se cunoaște apartenența confesională.

## Politică și administrație
Comuna Nicolae Bălcescu este administrată de un primar și un consiliu local compus din 15 consilieri. Primarul, Viorel Bălan[*], de la Partidul Național Liberal, este în funcție din 1 noiembrie 2024. Începând cu alegerile locale din 2024, consiliul local are următoarea componență pe partide politice:
|  | Partid                          | Consilieri | Componența Consiliului | Componența Consiliului | Componența Consiliului | Componența Consiliului | Componența Consiliului | Componența Consiliului | Componența Consiliului | Componența Consiliului | Componența Consiliului |
|  | ------------------------------- | ---------- | ---------------------- | ---------------------- | ---------------------- | ---------------------- | ---------------------- | ---------------------- | ---------------------- | ---------------------- | ---------------------- |
|  | Partidul Național Liberal       | 9          |                        |                        |                        |                        |                        |                        |                        |                        |                        |
|  | Partidul Social Democrat        | 3          |                        |                        |                        |                        |                        |                        |                        |                        |                        |
|  | Alianța Dreapta Unită           | 2          |                        |                        |                        |                        |                        |                        |                        |                        |                        |
|  | Alianța pentru Unirea Românilor | 1          |                        |                        |                        |                        |                        |                        |                        |                        |                        |